# Findhorn (Fluss)
Der River Findhorn, schottisch-gälisch Uisge Eireann, ist ein Fluss im Gebiet Moray in Schottland.

## Geographie
Der River Findhorn entspringt in den Monadhliath Mountains. Auf den ersten zwölf Kilometer bis zur Einmündung des River Eskin wird er als Abhainn Cro Chlach bezeichnet. Er fließt nach Nordosten und mündet nach etwa 100 Kilometern bei dem Ort Findhorn in den Moray Firth.

## Nutzung
Der Findhorn River ist ein sehr fischreicher Fluss. Vor allem der Fang von Forellen und Lachs ist sehr bedeutend für die Flussfischer in der Gegend.
Wanderer, aber auch Hobbyfischer und Naturfreunde kommen an den Fluss. Durch diese Rucksacktouristen haben viele Menschen in den nahe gelegenen Dörfern eigene Bed & Breakfasts aufgemacht und bekommen somit einen zusätzlichen Nebenverdienst.
Da der Findhorn allerdings reißend und schnell fließt, ist Baden nur bei geringem Wasserstand und an wenigen Stellen möglich.